# NGC 5521
NGC 5521 је спирална галаксија у сазвежђу Девица која се налази на NGC листи објеката дубоког неба.
Деклинација објекта је + 4° 24' 31" а ректасцензија 14h 15m 23,7s. Привидна величина (магнитуда) објекта NGC 5521 износи 13,6 а фотографска магнитуда 14,5. NGC 5521 је још познат и под ознакама UGC 9122, MCG 1-36-30, CGCG 46-77, ARAK 443, PGC 50931.